# A Yu-Gi-Oh! Shadow Games és Duel Monsters szereplőinek listája

A Yu-Gi-Oh! Duel Monsters néhány szereplője. Balról: Ishtar testvérek: Rishid, Marik és Ishizu, majd Kaiba Szeto és Mokuba. Elől Mazaki Anzu, Mutou Jugi, Dzsonoucsi Kacuja és Honda Hiroto. Jobb oldalon balról (piros mellény) Otogi Rjudzsi, Mutou Szugoroku és Bakura Rjo.

Ez a lista Takahasi Kazuki Yu-Gi-Oh! manga- és animesorozatának az 1998-as Yu-Gi-Oh! és a 2000-2004-es Yu-Gi-Oh! Duel Monsters anime sorozat és a mozifilm szereplőit foglalja magába. A szereplő közül megtalálunk japán, angol, amerikai nemzetségűeket is.
A történet Domino City-ben játszódik, ahol népszerű játéknak számít a Duel Monsters nevezetű kártyajáték. A sorozat főszereplője Mutou Jugi, aki 16 éves másodikos, aki bosszúból legyőzte Kaiba Szetót, mert ártott neki azzal, hogy elrabolta a nagyapját, Mutou Szugorokut, s a kincsét, a Kékszemű Fehérsárkány negyedik darabját széttépte. Ezek után Pegasus J. Crawford elrabolja a nagyapja lelkét, s meghívja a Duelist Kingdomban kezdetét vevő párbaj bajnokságnak.
A történet valódi cselekménye Jugi Ezeréves Ikonjának rejtélyének megoldása.
A lista az eredeti japán neveket, de az angol és a magyar neveket nem sorolja fel.

## Főszereplők

### Mutó Júgi
Mutó Júgi (武藤遊戯; Hepburn: Yugi Mutou) egy tizenhat éves gimnazista, a történet főhőse. Nyolcéves korában kapta meg nagyapjától, Mutó Szugorokutól az Ezeréves Ikon egyik darabját, a Kirakóst, amit nyolc évébe telt kirakni. Miután kirakta, beléköltözött a háromezer éves fáraó szelleme. Ő maga is rajong a Duel Monsters nevű kártyajátékért, kedvenc lapja a Dark Magician. Ő Atem fáraó reinkarnációja.
Az eredeti animében Mutó Júgi hangját kölcsönző szeijú Ogata Megumi, a Duel Monsters epizódokban, valamint a Pyramid of Light és a tizedik évfordulós mozifilmekben Kazama Sunszuke. Angol hangja Dan Green. Az Animax elődjén, az A+-on sugárzott magyar változatban Minárovits Péter, a Pyramid of Light mozifilmben Baráth István magyar hangján szólal meg.

### Jami Jugi/Atem fáraó

Atem fáraó régen és Jugi-ék idejében

Atem fáraó (アテム nyugaton Atemu vagy Jami Jugi 闇遊戯 ) a második főszereplő Mutou Jugi után. Ő a 3000 éves ősi egyiptomi fáraó szelleme, aki életét áldozva népéért, feláldozta a lelkét és az Ezeréves Kirakóba zárta, ami később darabokra tört, majd vele együtt temették el. Miután Mutou Juginak sikerült kiraknia a Kirakót, Jami Jugiként testesült meg Jugi testében.
Az eredeti animéban Jami Jugi és Atem hangját kölcsönző szeijú Ogata Megumi, a Duel Monsters részekben Kazama Szunszuke. Angol hangja Dan Green. Az angol, vágott verziós Yu-Gi-Oh Duel Monsters magyar változatában Jami Jugi Minárovits Péter, a szintén angol verziós Pyramid of Light mozifilmben Zámbori Soma hangján szólal meg.

### Dzsonoucsi Kacuja
Dzsonoucsi Kacuja (城之内 克也, nyugaton Katsuya Jonouchi) Mutou Jugi egyik legjobb barátja. Kezdetben utcai gengszter és zsarnok volt, még Jugit is bántotta, akitől még az Ezeréves Kirakósa egyik darabját el is vette. Később, miután Jugi megvédte, megbarátkoznak. Ő is szeret játszani a Duel Monsters játékkal, de van, hogy nem veszi komolyan. Van egy Sizuka nevű húga.
Az eredeti animéban Dzsonoucsi Kacuja hangját kölcsönző szeijú Morikava Tosijuki, a Duel Monsters részekben Takahasi Hiroki. Angol hangja Wayne Grayson. Az angol, vágott verziós Yu-Gi-Oh Duel Monsters magyar változatában és a szintén angol verziós Pyramid of Light mozifilmben Dzsonoucsi Kacuja Seder Gábor hangján szólal meg.

### Kaiba Szeto
Kaiba Szeto (海馬 瀬人 nyugaton Seto Kaiba) a széria harmadik főszereplője Jugi és Kacuja után, bár ellenségnek és Jugi riválisaként is számít. Eredetileg titokzatos fickóként jelent meg, de később némi segítséget nyújt Jugiéknak. Úgy gondolja, hogy ő a világbajnok, Jugi pedig csak másodrangú. Hisz az Ezeréves Ikonokban, később pedig már a kártya lelkében is, amire Jugi ébresztette rá. Kora ellenére a Kaiba Vállalat elnöke. Van egy Mokuba nevű kisöccse. Ő az ősi Szeto pap reinkarnációja.
Az eredeti animéban Kaiba Szeto hangját kölcsönző szeijú Midorikava Hikaru, a Duel Monsters részekben Cuda Kendzsiro. Angol hangja Eric Stuart. Az angol, vágott verziós Yu-Gi-Oh Duel Monsters magyar változatában és a szintén angol verziós Pyramid of Light mozifilmben Kaiba Szeto Breyer Zoltán hangján szólal meg.

### Mazaki Anzu
Mazaki Anzu (真崎 杏子 nyugaton Anzu Mazaki) Mutou Jugi osztálytársa és gyermekkori barátja. Bár szereti a Duel Monsters játékot, Kacujat többször megveri, de nem nagy játékos, s Juginál gyengébb a szintje. Mindenkivel kedves és támogató személyiség. Az az álma, hogy egy New York-i tánciskolában tanulhasson, ezért titokban egy gyorsétteremben dolgozik, hogy pénzt spórolhasson.
Az eredeti animéban Mazaki Anzu hangját kölcsönző szeijú Kakazu Jumi, a Duel Monsters részekben Szaito Maki. Angol hangja Amy Birnbaum. Az angol, vágott verziós Yu-Gi-Oh Duel Monsters magyar változatában és a szintén angol verziós Pyramid of Light mozifilmben Mazaki Anzu Zsigmond Tamara hangján szólal meg.

### Honda Hiroto
Honda Hiroto (本田 ヒロトnyugaton Hiroto Honda) Jugi barátja és osztálytársa is. Dzsonoucsi Kacujaval együtt ő is utcai gengszter volt, de amióta Jugi barátja lett ő is, megváltozott. Szerelmes Kacuja húgába, Sizukába, csak hogy a későbbiekben is szereplő Otogi Rjudzsi is szerelmes belé, s versengenek a lányért. A párbajozás terén ő se egy zseni, de még rendes kezdő se.
Az eredeti animéban Honda Hiroto hangját kölcsönző szeijú Okiaju Rjotaro, a Duel Monsters részekben Kondo Takajuki (1-51. részben) és Kikucsi Hidehiro (53.-tól végig). Angol hangja Sam Regal (1-10. részben) és Greg Abbey (11-224. részig). Az angol, vágott verziós Yu-Gi-Oh Duel Monsters magyar változatában és a szintén angol verziós Pyramid of Light mozifilmben Honda Hiroto Csík Csaba hangján szólal meg.

## Ellenségek

### Bakura Rjo/Dark Bakura
Bakura Rjo (獏良 了 nyugaton Ryo Bakura) Jugi osztálytársa, egyben segítő barát. A birtokában van az Ezeréves Gyűrű, amiben – mint Jugi Kirakósában – a gonosz része tartózkodik, míg Juginak a másik éne nem gonosz. A sorozat végére a gonosz énje Zorc-al együtt elpusztul.
Az eredeti animéban Bakura Rjo hangját kölcsönző szeijú Kasivakaru Cutomo, a Duel Monsters részekben Inou Juu (12.-41. rész) és Macumoto Rika (50-224. részig). Angol hangja Ted Lewis. Az angol, vágott verziós Yu-Gi-Oh Duel Monsters magyar változatában Bakura Rjo Gerő Gábor hangján szólal meg.

### Marik Ishtar/Dark Marik
Marik Ishtar (マリク・イシュタール Mariku Ishutaru) egy karakter a Yu-Gi-Oh! című mangában és animében. Egy örökös sírőrző, van egy nővére, Ishizu, és egy örökbefogadott testvére, Rishid. Gyűlöli a névtelen fáraót, ezért figyelmen kívül hagyja küldetését, és a tudathasadása miatt előtör a gonoszabbik éne. Harmadik ellenfélként tűnik fel, s szembe néz Jugival a mangában és az anime 2-3. évadában.
Marik családja őrizte generációkon át az elhunyt fáraó sírját. Birtokában tartja azt az Ezeréves Botot, ami Atem fáraó ideje alatt Szeto papé volt – Kaiba Szeto elődé. Van egy Ghouls nevű csapata, akiknek céljuk, hogy visszaszerezzék az Egyiptomi Isten kártyákat. Elhitették vele, hogy a fáraó ölte meg az édesapját, ezért bosszút akar. Hogy legyőzhesse Atemet, elraboltatja néhány barátját (köztük Kacuját, Anzut és Mokubat, az utóbbinak Anzu segítségével sikerül megszöknie). A csapata néhány tagját még Atem legyőzésére is elküldték, valamint Kaiba Szetot is el kellett volna intézniük, de vereséget szenvedtek mind. A vereség után jelentkezik a Battle City döntőjébe. Ennek során Marik adoptált testvére, Rishid eszméletlen lett, és Marik szadista belső éne, Dark Marik átvette teste felett az irányítást. Megváltozik a viselkedése is, s célja, hogy legyőzze Kudzsaku Mai-t, Bakura Rjo-t és Dzsonoucsi Kacuja-t, hogy végül Atem következhessen. Mint sírőrző, teljesíti kötelességét, hogy új életet kezdjen, miután visszatér Egyiptomba.
A Duel Monsters részekben Marik Ishtar és Dark Marik hangját kölcsönző szeijú Ivanaga Tecuja, a fiatal Mariknak Kimura Akiko. Angol hangja Jonathan Todd Ross.

### Ghouls
A Ghouls (グールズ Guruzu) egy olyan csapat, akik ritka és elég értékes kártyákat lopnak, Marik Ishtar vezetésével és parancsára. A tagok: Pandora (akit Mutou Jugi/Atem győz le), a Pantominer (akit Mutou Jugi/Atem győzz le), Mask of Light és Mask of Darkness (akit Mutou Jugi/Atem és Kaiba Szeto győzz le), és néhány néven nem ismert tag.
A Duel Monsters részekben Pandora hangját kölcsönző szeijú Kojaszu Takehito, angol hangja Sam Regal.
A Duel Monsters részekben Pantominer hangját kölcsönző szeijú ???, angol hangja Jonathan Todd Ross.
A Duel Monsters részekben Mask of Light hangját kölcsönző szeijú Mizusima Juu, angol hangja Jimmy Zoppi.
A Duel Monsters részekben Mask of Darkness hangját kölcsönző szeijú Isi Kodzsi, angol hangja Matthew Charles.

### Kaiba Noa
Kaiba Noa (海馬 乃亜nyugaton Noah Kaiba) Kaiba Gozaburo édesfia. Ő csak a Duel Monsters részekben jelenik meg, mint a Virtual World részek ellenségeként.
Noa volt a Kaiba Vállalat örököse, míg egy balesetben meg nem halt. Édesapja készteti, hogy tanuljon művészeti és tudományi témákat, s mostohatestvérével, Szetoval ellentétben ő szerette csinálni, s várta, hogy apja kérésének eleget tegyen. 10 éves korában egy autóbalesetben vesztette élete. Apja – mielőtt örökbe fogadta volna Szetot és Mokubát – abban a reményben volt, hogy azzal menmenti az emlékeit, hogy a Virtuális Világba feltölti az emlékeit és a hologramját, amivel kommunikálni tud vele.
Apja örökbefogadta Szetot és Mokubát, azzal a szándékkal, hogy Szeto testét használja arra, hogy visszahozza Noa-t, de Noa szellemi növekedése megállt, így Szetot jelölték ki az örökösnek. Gozaburo csalódottságában feltölti elméjét Noa virtuális világába, mivel Szetonak sikerült átvennie a cég felett az irányítást. Hat évvel később Noa bosszút esküdött Szeto ellen. A Kaiba léghajón lévő utasokkal együtt elkapja Szetot, s abban reménykedik, hogy Szero tényleg rajta van. Apja segítségével foglyul ejtik őket a virtuális világába.
Noa csak Szetoval akar párbajozni, ezért még Mokubát is elraboltatja, hogy magához csalogathassa. Miután legyőzte Szetot, Mokubával együtt kővé változtatta őket, így Atem vette át Szeto helyét, s neki már sikerült legyőznie. Noa az utolsó pillanatban visszaemlékszik arra, hogy Mokuba testvéremnek hívta, miután Szetoval együtt megpróbálta megölni őket. Végül elengedett mindenkit.
A Duel Monsters részekben Kaiba Noa hangját kölcsönző szeijú Jokojama Csisa, angol hangja Andrew Rannelis.

### Kaiba Gozaburo
Kaiba Gozaburo (海馬 剛三郎 nyugaton Gozaburo Kaiba) egy gazdag, hataloméhes férfi, akinek Noa fia 10 éves korában, autóbalesetben hunyt el, majd nem sokkal azután örökbe fogadta Szetot és Mokubát. Ő volt a Kaiba Vállalat elnöke és alapítója, amely eredetileg fegyvergyártó cég lett volna. Emellett világhírű sakk világbajnok. Különös készség volt, ami ellen Szeto fellebbezett, amikor abba az árvaházba látogatott, ahol Szeto és Mokuba éltek. Kihívta egy játszmára Szetot, s azt a feltételt szabta, hogy ha Szeto nyer, Mokubával együtt örökbe fogadja. Szeto nyert, s örökbefogadásuk után kegyetlenül bánt velük. Szetot is kényszerítette azokra a tanulmányokra, mint Noa-t, de nem szerette csinálni, s többször elfáradt, amiért le is megszidta. Szetot jelölte ki örökösnek, csak hogy a terve visszafele sült el, amikor a vállalat részvényeinek 2%-át Szetonak adta. Azonban egy éven belül annak a 10%-át kéri vissza. Szetonak azonban az igazgatói székkel együtt a pénzt is sikerült megszereznie.
Az eredeti mangában Gozaburo öngyilkosságot követett el. Kiugorva az ablakból vetett véget életének, amiért megfosztották mindenétől. A Duel Monsters részekben a Virtuális Világ fejezetnél tudunk meg még többet róla.
A Duel Monsters részekben Kaiba Gozaburo hangját kölcsönző szeijú Komura Tecuo, angol hangja David Wills, az 5. évadban már Ted Lewis.

### Dartz
Dartz (ダーツ Datsu) egykor Atlantisz Királya volt és a Paradius szervezet vezére. Miután a szörnyé vált feleségét kénytelen megölni, ő maga is megsérül a harcban, és a jobb szeme zöldé válik. Apjával szemben vezette az Orichalcos erőket, lányával és a Dominioni Bestiák erődjével, de legyőzték. Ezután a következő 10000 évet, lelket gyűjtésével töltötte, hogy a nagy Leviathant felébressze, s biztos volt benne, hogy Atem fáraó lelkével és segítségével sikerülni fog.
Miután csatlósai ellopják az egyiptomi Isten kártyákat, három párbajozót választ Atlantisz Lovagjai ellen. Miután a kudarcok halmozódnak, Dartz csapatot indít Orichalos katonákkal, hogy lelkeket szerezzenek. Amikor végül Atemmel és Kaiba Szetoval szemben párbajozik a templomában, elbukik. Bár a lelke elhagyja testét, még Leviathant felébreszti. Legyőzi Leviathant, majd békében távozik apjával és lányával a túlvilágra.
A Duel Monsters részekben Dartz hangját kölcsönző szeijú Emao Juu, angol hangja Wayne Grayson.

### The Three Swordman
Azok a tagok tartoznak ide, akik Dartz-nak dolgoznak.

#### Amelda
Amelda (アメルダ Ameruda) Dartz második csatlósa. Szülei és testvére meghaltak. Ahol élt, háború folyt, s Kaiba Gozaburo fegyvereket szállítatott a helyszínre. A háború alatt testvére, Miruko egy tank tüzelésének következtében vesztette életét. Amelda ezért Kaiba Szetot hibáztatja, s kijelölte célpontjának. Miután Dartz rátalált, felajánlotta, hogy csatlakozzon hozzá. Párbajozik is Szeto ellen, de veszít és a lelkét is elveszti.
A Duel Monsters részekben Amelda hangját kölcsönző szeijú Iemura Jukinara, angol hangja Ted Lewis.

#### Rafael
Rafael (ラフェール Rafēru) Dartz legerősebb csatlósa és párbajozó. Rafael egy gazdag családból származik. Volt egy húga és egy öccse, akik szüleivel együtt egy óceáni utazáson haltak meg, de ő túlélte. Csak a paklija maradt neki, amiben nagyon hitt, hogy meg fogják menteni. Keservesen a világban, egyedül volt, hibáztatva magát. Dartz végül magához vette csatlósként, aki megígérte, hogy megszabadítják a világot a sötétségtől. Később megtudja, hogy a szülei és testvérei halálát Dartz okozta. Rafael az egyedüli, aki elveszti úgy a párbajt, hogy nem hagyja el a lelkét a teste. Atem győzte le az utolsó párbajában, majd miután menekültek volna, segítette a legyengülése miatt Atem, de majdnem összedőlt körülöttük az épület, így Atemet megmentve életét áldozta, hogy Atem a barátaival el tudjanak menekülni.
A Duel Monsters részekben hangját Rafael kölcsönző szeijú Kavahara Josihisza, angol hangja Marc Thompson.

#### Valon
Valon (ヴァロン Varon) Dartz harmadik csatlósa. Gyermekkorában elárvult, s egy templomban nevelkedett. Egy apáca nevelte fel, aki védte az utcai bandáktól. Azonban egy este a templom leégett, s az apáca meghalt. A banda ekkor bántotta, de vissza tudott vágni, amiért fiatalkorúak börtönébe került. Ott az igazgató tanította meg párbajozni. Nem sokkal később Dartz magához vette csatlósaként. A templom tűzet is Dartz okozta. Miután Dartz elkapja Kudzsku Mai-t, Valon gyengéd érzelmeket kezd táplálni iránta, de a lány ezt nem mutatta ki. Úgy gondolta, Mai Kacuja iránt érez gyengéd érzelmeket, ezért párbajra engedi őket, ahol Kacuja elveszti a lelkét. Emiatt Mai megharagszik rá. Miután Mai ellen veszít, elszáll a lelke a testéből.
A Duel Monsters részekben Valon hangját kölcsönző szeijú Maeda Takesi, angol hangja Marc Thompson.

### Akhenaden
Akhenaden (アクナディン) az ősi Egyiptomban egy pap volt, aki az Ezeréves Szem őrzője volt, valamint Ahknemkhanen fáraó testvére. Titokban mindig is féltékeny volt testvérére, amiért ő lépett a trónra, s éhezett a hatalomra. Ő alkotta meg az Ezeréves Ikonokat, azért is, hogy testvére királyságát megvédhesse. Családját megvédve bosszút esküdött, ezért feleségét és fiát, Szetot elhagyta. Fia, Szeto később a fáraó udvarában pap lett, de a fáraó titokban akarta tartani a kapcsolatukat.
Amikor Bakura megtámadta a királyságot, foglyul ejtette, s az elméjébe olvasva árulta el, hogy Szetonak kell átvennie a királyság felett az uralmat. Ő ezt elmondta Szetonak, de visszautasította. Akhenaden elraboltatott egy Kisara nevű fiatal lányt, akiben a Kékszemű Fehérsárkány lakozik. Miután megtudta, hogy Szeto Kisarával szövetkezik, megtámadja őket, Kisarát akarja megölni, de a lány minden erejét használva Szetot védi meg végül, s fel is áldozza életét, amiért Szeto dühében leszúrja saját apját. Bár belépett fia testébe, Kisara megvédte, majd elpusztította.
A Duel Monsters részekben hangját Akhenaden kölcsönző szeijú Bifu Hitosi, angol hangja Pete Zarustica.

### Zorc Necrophades
Zorc a gonosz ellenfele Atem fáraónak. Miután legyőzte Atem, hogy a világot megmentse a pusztulástól, a fáraó lelke az Ezeréves Kirakó lett zárva, hogy megmentse Egyiptomot. Ő átkozta meg Akhenaden-t az Ezeréves Ikonok erejével és indított támadást az ősi egyiptomi királyságra.
A Duel Monsters részekben Zorc Necrophades hangját kölcsönző szeijú Kaidu Jositaka, angol hangja Mike Pollock.

## Mások

### Kaiba Mokuba
Kaiba Mokuba (海馬 モクバ nyugaton Mokuba Kaiba) Kaiba Szeto kisöccse. Édesanyja az életét adta azért, hogy ő a világra jöjjön, az édesapja pedig egy autóbalesetben halt meg, amikor 3 éves volt. Bátyjával együtt árvaházba kerültek. Az árvaházban volt néhány gyerek, aki bántotta, de testvére megvédte, vagy elverte azokat. Mint Szeto, ő is tart egy fényképes nyakláncot a nyakában, amin 10 évesen van rajta Szeto, s mindig magánál tartja.
Miután Atem legyőzte Szetot egy párbajban (Duel Monsters-ben), őt kérte meg testvére, hogy őrizze meg a vállalat titkos szobájának kulcsát, s semmiképpen se adja másnak. Ezt megtette, de Pegasus elraboltatta, s reménykedett abban, hogy Szeto érte megy. El is ment, de Pegasus elvette a lelkét, ami azután került vissza, hogy Jugi legyőzte Pegasus-t.
Az eredeti animéban Kaiba Mokuba hangját kölcsönző szeijú Miva Kacue, a Duel Monsters részekben Takeucsi Dzsunko. Angol hangja Tara Sands (1-183. részben) és Caroline Lawson (184-224. részig). Az angol, vágott verziós Yu-Gi-Oh Duel Monsters magyar változatában Kaiba Mokuba Oláh Orsolya (1. részben) és Kékesi Gábor (8. résztől), a szintén angol verziós Pyramid of Light mozifilmben hangján ??? szólal meg.

### Mutou Szugoroku
Mutou Szugoroku (武藤 双六 nyugaton Sugoroku Mutou) Mutou Jugi nagyapja. Egy egyiptomi ásatásón, Arthur Hopkins barátjával találta az Ezeréves Kirakó darabjait, amit Juginak adott. Van egy Kame Game nevű játékboltja, ahol főleg Duel Monsters kártyajátékot árul. Az ősi egyiptomi fáraó, Atem jobbkezére, Siamun Mura-ra hasonlít.
Az eredeti animéban Mutou Szugoroku hangját kölcsönző szeijú Aono Takesi, a Duel Monsters részekben Mijazava Tadasi. Angol hangja Maddie Blaustein. Az angol, vágott verziós Yu-Gi-Oh Duel Monsters magyar változatában és a szintén angol verziós Pyramid of Light mozifilmben Mutou Szugoroku Pálfai Péter hangján szólal meg.

### Pegasus J. Crawford
Pegasus J. Crawford (ペガサス・ジェイ・クロフォード Pegasasu Jei Kurofōdo) a Duel Monsters részek első ellensége. Egy amerikai származású párbajozó, az Industrial Illusions elnöke, valamint a Duel Monsters kártyajáték megalkotója. Birtokában volt az Ezeréves Szem, míg Bakura el nem vette tőle.
Miután tudomást szerzett arról, hogy Mutou Jugi legyőzte Kaiba Szetót, egy videókazettán keresztül párbajozik is Jugival, időre. Pegasus-nak maradt több életpontja, így elvette Jugi nagyapjának lelkét, megzsarolva, hogy menjen el a Duelist Kingdom bajnokságra, hogyha vissza akarja kapni. Eközben Kaiba Szeto vállalatát is meg akarja szerezni, ezért szövetkezik az igazgatókkal, s elrabolja Mokubát.
Kiderül, hogy volt egy Cyndia (シンディア, Shindia, az angol animében Cecilia) nevű kedvese, aki az esküvőjük után meghalt. Az Ezeréves Ikonokkal akarta visszahozni az életbe, de kudarcba fulladt, miután Jugi legyőzte, s Bakura elvette tőle az Ezeréves Szemet.
A Duel Monsters részekben Pegasus J. Crawford hangját kölcsönző szeijú Takaszugi Dzsiro, angol hangja Darren Dunstan. A angol, vágott verziós Yu-Gi-Oh Duel Monsters magyar változatában és a szintén angol, vágott verziós, Pyramid of Light mozifilmben Pegasus J. Crawford Crespo Rodrigo hangján szólal meg.

### Kudzsaku Mai
Kudzsaku Mai (孔雀 舞nyugaton Mai Kujaku) egy gazdag háztartásban nevelkedett, de alig ismerte el rokonait. Egy hajón dolgozott, ahol felfedezte a Duel Monsters játékot, s játszani kezdett vele. Bár sikeres és erős párbajozó, nincsenek igaz barátai, mert egyedül a hírnév és a pénz érdekli. Gyönyörű és vonzó, amivel manipulálja a férfiakat.
A Duelist Kingdom szigeten lévő versenyen is részt vesz, ahol bejut a kastélyba is, de Atemmel szemben feladja a párbajt, majd Kacuja-nak adja az engedély kártyáját, amit Keith Howard lopott el.
Visszatér a Battle City-s részeknél, ahol a Ghouls tagok elől menekül Kavai Sizukával, Honda Hirotoval és Otogi Rjudzsival. A versenyen bejut a negyeddöntőbe, ahol Yami Marik ellen párbajozik.
A Duel Monsters részekben Kudzsaku Mai hangját kölcsönző szeijú Terada Haruhi. Angol hangja Megan Hollingshead (1-114. rész) és Bella Hudson (145-224. rész). Az angol, vágott verziós Yu-Gi-Oh Duel Monsters magyar változatában Kudzaku Mai Roatis Andrea hangján szólal meg.

### Dinosaur Rjuzaki
Dinosaur Rjuzaki (ダイナソウ竜崎 Dainasō Ryūzaki) a sorozat egyik gonosztevője. A Japán világbajnokság második helyezettje, és jó barátja az bajnoknak, Insector Hagának. Becenevét a dinoszaurusz kártyák iránti imádottsága után jött. Az első évadban, a Duelist Kingdom bajnokságon részt vesz, de Kacuja ellen kikap, akinek nem csak a csillag zsetonokat, de a Vörösszemű Fekete Sárkányát is neki adja.
A csak animeban megjelent Waking The Dragons részeknél Hagával együtt visszatér, hogy Jugi és Kacuja ellen bosszút álljanak, de egy párbaj során elvesztik a lelküket.
A Duel Monsters részekben Dinosaur Rjuzaki hangját kölcsönző szeijú Fuidzsi Kin (2-59. rész) és Nakamura Juicsi (131-224. rész), angol hangja Sam Regal (1-144. rész), Sebastian Arcelus (145-187. rész) és Anthony Salerno (188.-tól végig). Az angol, vágott verziós Yu-Gi-Oh Duel Monsters magyar változatában Dinosaur Rjuzaki Vári Attila hangján szólal meg.

### Insector Haga
Insector Haga (インセクター羽蛾 Insekutā Haga) Japán világbajnoka, aki Rovar-típusú paklit használ. Miután Dinosaur Rjuzakit legyőzte a bajnokságon, Pegasus J. Crawford személyesen hívta meg a Duelist Kingdom bajnokságra. Úton a szigetre a tengerbe dobja Jugi Exodia lapjait. A szigeten párbajozik is Jugi ellen. Már majdnem legyőzte, amikor Juginak szerencsére sikerült megfordítani az állást és legyőzte. A párbaj kesztyűjét Kacuja vette át.
A csak animeban megjelent Waking The Dragons részeknél Rjuzakival együtt visszatér, hogy Jugi és Kacuja ellen bosszút álljanak, de egy párbaj során elvesztik a lelküket.
A Duel Monsters részekben Insector Haga hangját kölcsönző szeijú Takano Urara, angol hangja Jimmy Zoppi. A angol, vágott verziós Yu-Gi-Oh Duel Monsters magyar változatában Insector Haga Szokol Péter hangján szólal meg.

### Rebecca Hopkins
Rebecca Hopkins (レベッカ・ホプキンス Rebekka Hopukinsu) egy 12 éves fiatal amerikai bajnok, aki Mutou Szugoroku legjobb barátjának, Arthur Hopkins unokája, aki archeológus. Párbajra hívta Szugorokut azért, mert azt hitte, ellopta nagyapjától a Kékszemű Fehérsárkányát, de Jugi párbajozott ellene, majd feladta. Ezután érkezett meg a nagyapja, aki elárulta, hogy korábban ajándékként adta Szugorokunak a lapot.
Rebecca az eredeti mangában nem szerepelt.
A Duel Monsters részekben Rebecca Hopkins hangját kölcsönző szeijú Tagami Kaori. Angol hangja Kerry Williams. Az angol, vágott verziós Yu-Gi-Oh Duel Monsters magyar változatában Rebecca Hopkins Pogány Judit hangján szólal meg.

### Kavai Sizuka
Kavai Sizuka (川井 静香nyugaton Shizuka Kawai, születési nevén Dzsonoucsi Sizuka) Dzsonoucsi Kacuja húga. Miután szülei elváltak, az édesanyja magával vitte, s ráadta a leánykori nevét, így Kavai lett. Születése óta rossz a látása, de miután az orvosok diagnosztizálták, biztosra vehették, hogy egy nap megvakul. A bátyja ezt megtudva indult a Duelist Kingdon bajnokságon, hogy megnyerje a pénzdíjat, amit végül Jugi-tól kapott meg.
A Battle City részek alatt kerül le róla a kötés, s újra lát. Ezek alatt szeretné látni a bátyját párbajozni, de közben Hiroto vigyáz rá (aki szerelmes lesz belé). Amikor bátyját az irányítása alá vette Marik, s Jugi ellen párbajozott, majdnem halálos kimenetellel végződött. Kacuja a lábához láncolt vasmacska süllyedése miatt majdnem megfulladt, de Sizuka utána ugrott, s kimentette. A verseny során összebarátkozott még Kudzsaku Mai-al is, valamint Otogi Rjudzsi is szerelmes lett belé, aki Hirotoval versengett érte.
Megjelenik a Virtual World részeknél is.
Az eredeti animéban Kavai Sizuka hangját kölcsönző szeijú Neja Micsiko, a Duel Monsters részekben Sakenobe Mika. Angol hangja Lisa Ortiz. Az angol, vágott verziós Yu-Gi-Oh Duel Monsters magyar változatában Kavai Sizuka Oláh Orsolya hangján szólal meg.

### Otogi Rjudzsi
Otogi Rjudzsi (御伽 龍児nyugaton Ryuji Otogi) a Dungeon Dice Monsters megalkotója. Miután megtudta, hogy Mutou Jugi legyőzte Pegasus J. Crawfordot, kihívta a játszmájára, amiben végül Jugi legyőzte.
A Battle City részeknél megmenti Kavai Sizukát és Honda Hirotot a Ghouls tagoktól. Látszólag ő is szerelmes Sizukába, ezért verseng Hirotoval.
A Virtual World részeknél párbajozik a BIG 5 ellen.
A Waking The Demon részeknél segíti Jugiékat Rebecca és Arthur Hopkins-szal.
A Duel Monsters részekben Otogi Rjudzsi hangját kölcsönző szeijú Naito Rjo. Angol hangja Marc Thompson. Az angol, vágott verziós Yu-Gi-Oh Duel Monsters magyar változatában Otogi Rjudzsi Csík Csaba Krisztián hangján szólal meg.

### Kadzsiki Rjota
Kadzsiki Rjota (梶木 漁太nyugaton Ryota Kajiki) egy párbajozó, aki Víz tipusú paklival rendelkezik. A Duelist Kingdom és a Battle City versenyen is részt vesz. Az édesapja még gyermekkorában a tengerbe veszett, aki nagy halász volt.
A Duel Monsters részekben Kadzsiki Rjota hangját kölcsönző szeijú Namikava Daiszuke és Nakao Juki (gyermekként). Angol hangja Andrew Rannells. Az angol, vágott verziós Yu-Gi-Oh Duel Monsters magyar változatában Kadzsiki Rjota Seszták Szabolcs hangján szólal meg.

### Bandit Keith Howard
Keith Steve Howard (キース・ハワード Kīsu Hawādo) egy amerikai bajnok, de miután Pegasus J. Crawford megalázta, bosszúból részt vesz a Duelist Kingdom bajnokságon, ahol a negyeddöntőig jut. Dzsonoucsi Kacuja ellen párbajozik, de Pegasus rájön a csalására.
A szigeten három emberével elkapatja Kacujat, s egy barlangban Ghost ellen küldi ki, akit végül Kacuja legyőz, de miután elhagyják a barlangot, egy sziklával betömik a kijáratot, bezárva Jugi-ékat oda, majd magához veszi a párbajozó kesztyűt és csillagot és a kastély felé tart. Bemegy a kastélyba, ahol figyelemmel követi Mutou Jugi és Kaiba Szeto párbaját. Miután kikap Kacuja ellen, Pegasus kérésére elvinnék onnan, de odajut Pegasus-hoz, rátartva lőfegyverét a pénzt követeli, de Pegasus túljár az eszén.
A Battle City részeknél Marik irányítása alatt ellopja Jugi Ezeréves Ikonját, majd egy párbajuk során darabokra töri.
A Duel Monsters részekben Bandith Keith Howard hangját kölcsönző szeijú Komada Hadzsime. Angol hangja Ted Lewis. Az angol, vágott verziós Yu-Gi-Oh Duel Monsters magyar változatában Bandith Keith Howard Megyeri János hangján szólal meg.

### Ishizu Ishtar
Ishizu Ishtar (イシズ・イシュタール Ishizu Ishutāru) Marik Ishtar nővére, valamint Rishid Ishtar fogadott testvére. Családjával egyiptomi sírokat őriztek generációk óta. Ő és öccse birtokában van az Ezeréves Ikonokból egy-egy darab. Nála a Nyaklánc van. Marik megölte az apjukat.
A Battle City részeknél érkezik meg először. Kaiba Szetót egy múzeumba hívja, ahol mesél az ősi fáraóról, Atemről, akiről azt hiszi, Jugi, de a régi önmagát, a pap Szetot is meglátja. Ishizu visszarepíti a múltba, majd neki adja az Obelisz Isten Kártyát. A verseny alatt párbajozik is Szeto ellen, a nyaklánca segítségével próbálja legyőzni, de végül Szeto nyer.
A Duel Monsters részekben Ishizu Ishtar hangját kölcsönző szeijú Simamoto Szumi és Nogava Szakura (gyermekként). Angol hangja Karen Neill.

### Rishid Ishtar
Rishid Ishtar (リシド・イシュタール Rishido Ishutāru) Ishizu és Marik Ishtar örökbefogadott testvére. A valódi apja szolgaként bánt vele, nem pedig fiaként. Miután Marik megszületett, apja megkérte, vigyázzon rá, még annak ellenére is, ha Marikból előtör a rosszabbik éne.
A Duel Monsters részekben Rishid Ishtar hangját kölcsönző szeijú Konta és Nogava Szakura (gyermekként). Angol hangja Michael Alston Baley.

### Leonheart von Schroider
Leonheart von Schroider (レオンハルト・フォン・シュレイダー Reonharuto fon Shureidā) Siegfried von Schroider öccse, egy nagyon híres párbajozó. Álneve Leon Wilson, amit főleg párbajozáskor használ. Részt vesz a Kaiba Szeto által rendezett KC Grand Championship bajnokságon testvérével, hogy bosszút álljanak Kaiba Szeton, de amellett vágyik egy Jugi elleni párbajra. Játszott Rebecca Hopkins ellen is, de nyert.
A Duel Monsters részekben Leonheart von Schroider hangját kölcsönző szeijú Nogucsi Szeiko. Angol hangja Andrew Rannells.

### Siegfried von Schroider
Siegfried von Schroider (ジークフリード・フォン・シュレイダー Jīkufurīdo fon Shureidā) a Schroider Vállalat elnöke, Leon bátyja. Már régebbről ismeri Kaiba Szetót, de nincsenek jó viszonyban. Mindketten a legjobban próbálták hozni a vállalatuknak, megalkották a holografikus Párbaj Lemezeket, de Szeto állt előnyben.
Részt vesz a Grand Championship versenyen. Találkozik is Szetoval, s bosszút ígér neki, s le akarja járatni. Siegfried vírusokat küld a Kaiba Vállalat számítógépes rendszereire, amiket Szetonak sikerül megállítania.
A Duel Monsters részekben Siegfried von Schroider hangját kölcsönző szeijú Cuda Eiszuke. Angol hangja Pete Zarustica.

### Anubis
Anubis (アヌビス Anubis) a Yu-Gi-Oh! Pyramid of Light animációs mozifilmben szerepel, mint ellenség. Bosszút akar állni Atem fáraón, mivel az ő idejükben egyszer legyőzte. Miután Mutou Juginak sikerült kiraknia az Ezeréves Kirakót, akkor ébredt fel ő is. Az eredeti verzióban Anubis bosszúhadjáratát meg kezdi, így a Fény Lovagját (Kaiba Szetot) használja arra, hogy a Sötétség Lovagját (Atem fáraót) legyőzze, de végül Atem a Kékszemű Ragyogó Sárkánnyal (Blue-Eyes Shining Dragon) legyőzte.
Takahasi Kazuki alkotta meg eredetileg, de a mangában és a Dawn of The Duel (egyiptomi) részeknél az animéban sose jelent meg.
A Pyramid of Light mozifilmben Anubis hangját kölcsönző szeijú Isi Kodzsi, angol hangja Scottie Ray. Az angol, vágott verziós Pyramid of Light mozifilmben Anubis Konrád Antal hangján szólal meg.

### Usio Tecu
Usio Tecu (牛尾(うしお)哲nyugaton Tetsu Ushio) a Domino High School-ban egy olyan diák, aki saját maga osztja a szabályokat, s még a tanárok is félnek tőle. Testőrként ajánlotta magát Mutou Juginak, hogy megvédje az olyanoktól, mint Dzsonoucsi Kacuja és Hiroto Honda. Jugi ugyan nem fogadta el, ezért megverte a két fiút, majd miután Jugi is ellenállt, őt is megverte, s 20.000 jent kért tőle. Végül Atemnek sikerült lefékeznie.
Az eredeti animéban Usio Tecu hangját kölcsönző szeijú Otomo Rjuzburo, a Duel Monsters részekben Kishi Judzsi. Angol hangja Dan Green. Az angol, vágott verziós Yu-Gi-Oh Duel Monsters magyar változatában Usio Tecu ??? hangján szólal meg.

### Noszaka Miho
Noszaka Miho (野坂 ミホnyugaton Miho Nosaka) Mutou Jugiék osztálytársa, aki csak az Első Részben szerepel. A mangában és a Shadow Game részekben is igen keveset szerepel. Szerelmes belé Honda Hiroto, de ő nem viszonozza ezt az érzelmet. Egy kedves, csendes és félénk lány a mangában, míg az animé-ben makacs, vidám és sokat törődik a barátaival. A sorozat alatt kiderül, hogy szerelmes Bakura Rjo-ba.
Az eredeti animéban Noaszaka Miho hangját kölcsönző szeijú Nogami Jukana.